# Justicia ramulosa
Justicia ramulosa är en akantusväxtart som först beskrevs av Thomas Morong, och fick sitt nu gällande namn av C. Ezcurra. Justicia ramulosa ingår i släktet Justicia och familjen akantusväxter. Inga underarter finns listade i Catalogue of Life.